# Astrocaneum herrerai
Astrocaneum herrerai är en ormstjärneart som först beskrevs av A.H. Clark 1918.  Astrocaneum herrerai ingår i släktet Astrocaneum och familjen medusahuvuden. Inga underarter finns listade i Catalogue of Life.